# Texas Cookin'
| Recensione              | Giudizio        |
| ----------------------- | --------------- |
| AllMusic                | [ 1 ]           |
| Sputnikmusic            | 4.0 (Excellent) |
| Piero Scaruffi          | [ 3 ]           |
| Dizionario del Pop-Rock | [ 4 ]           |
| 24.000 dischi           | [ 5 ]           |

Texas Cookin' è il secondo album discografico di Guy Clark, pubblicato dalla casa discografica RCA Victor Records nel settembre del 1976.

## Tracce
Lato A
Testi e musiche di Guy Clark.
1. Texas Cookin' – 3:58
2. Anyhow, I Love You – 3:51
3. Virginia's Real – 2:58
4. It's About Time – 4:57
5. Good to Love You Lady – 5:08

Lato B
Testi e musiche di Guy Clark, eccetto dove indicato.
1. Broken Hearted People – 4:42
2. Black Haired Boy – 3:07 (Guy Clark, Susanna Clark)
3. Me I'm Feelin' the Same – 3:32
4. The Ballad of Laverne and Captain Flint – 3:48
5. The Last Gunfighter Ballad – 2:48

## Musicisti
Texas Cookin'
- Guy Clark - voce, chitarra acustica
- Brian Ahern - chitarra acustica
- Chips Moman - chitarra elettrica
- David Briggs - pianoforte, clavinet, armonie vocali
- Charlie Bundy - basso, armonie vocali
- Chris Laird - batteria
- Rodney Crowell - armonie vocali
- Emmylou Harris - armonie vocali
- Jerry Jeff Walker - armonie vocali
- Nicolette Larson-De Vito - armonie vocali
- Lea Jane Berinati - armonie vocali
- Susanna Clark - armonie vocali
- Danny Rowland - armonie vocali

Anyhow, I Love You
- Guy Clark - voce, chitarra acustica
- Brian Ahern - chitarra acustica
- Rodney Crowell - chitarra acustica, armonie vocali
- Waylon Jennings - chitarra elettrica, armonie vocali
- Danny Rowland - chitarra elettrica
- Charlie Bundy - basso
- Chris Laird - batteria
- David Briggs - pianoforte
- Lea Jane Berinati - pianoforte elettrico
- Mickey Raphael - armonica
- Emmylou Harris - armonie vocali

Virginia's Real
- Guy Clark - voce, chitarra acustica
- Chips Young - chitarra acustica
- Mike Leech - basso
- Jerry Kroon - batteria
- Johnny Gimble - fiddle
- Jack Hicks - banjo
- Mickey Raphael - armonica
- Chuck Cochran - pianoforte elettrico
- Rodney Crowell - armonie vocali

It's About Time
- Guy Clark - voce, chitarra acustica
- Brian Ahern - chitarra acustica
- Rodney Crowell - chitarra acustica, armonie vocali
- Danny Rowland - chitarra elettrica
- David Briggs - pianoforte elettrico, clavinet
- Charlie Bundy - basso
- Chris Laird - batteria
- Emmylou Harris - armonie vocali

Good to Love You Lady
- Guy Clark - voce, chitarra acustica
- Brian Ahern - chitarra acustica
- Jerry Jeff Walker - chitarra acustica, armonie vocali
- Danny Rowland - chitarra elettrica
- David Briggs - pianoforte
- Lea Jane Berinati - pianoforte elettrico
- Charlie Bundy - basso
- Chris Laird - batteria
- Pete Grant - chitarra pedal steel
- Rodney Crowell - armonie vocali
- Emmylou Harris - armonie vocali
- Hoyt Axton - armonie vocali

Broken Hearted People
- Guy Clark - voce, chitarra acustica
- Brian Ahern - chitarra acustica
- Danny Rowland - chitarra elettrica
- David Briggs - pianoforte, pianoforte elettrico
- Charlie Bundy - basso
- Chris Laird - batteria
- Emmylou Harris - armonie vocali
- Rodney Crowell - armonie vocali

Black Haired Boy
- Guy Clark - voce, chitarra acustica
- Brian Ahern - chitarra acustica
- Danny Rowland - chitarra acustica
- David Briggs - pianoforte, pianoforte elettrico
- Charlie Bundy - basso
- Chris Laird - batteria
- Pete Grant - dobro
- Rodney Crowell - armonie vocali
- Lea Jane Berinati - armonie vocali

Me I'm Feelin' the Same
- Guy Clark - voce, chitarra acustica
- Brian Ahern - chitarra acustica, chitarra elettrica
- Danny Rowland - chitarra elettrica
- Lea Jane Berinati - pianoforte elettrico, armonie vocali
- Mickey Raphael - armonica
- Charlie Bundy - basso
- Chris Laird - batteria
- Tommy Williams - fiddle
- Rodney Crowell - armonie vocali
- Emmylou Harris - armonie vocali

The Ballad of Laverne and Captain Flint
- Guy Clark - voce, chitarra acustica
- Danny Rowland - chitarra acustica, chitarra elettrica
- Charlie Bundy - basso
- Chris Laird - batteria
- David Briggs - clavinet
- Mickey Raphael - armonica
- Tracy Nelson - armonie vocali
- Rodney Crowell - armonie vocali

The Last Gunfighter Ballad
- Guy Clark - voce, chitarra acustica
- Charlie Bundy - basso
- Chris Laird - finger cymbals
- Byron Bach - violoncello
- Waylon Jennings - armonie vocali
- Mike Leech - arrangiamento strumenti ad arco

Note aggiuntive
- Neil Wilburn - produttore (Freeflow Production)
- Registrazioni effettuate al Chips Moman's American Studios di Nashville, Tennessee, eccetto il brano Virginia's Real registrato al RCA Studios (Nashville, Tennessee)
- Grease Bros. - fotografie[8]